# ريتشارد لويس
ريتشارد لويس (بالإنجليزية: Richard Lewis)‏ هو موسيقي وموزع وممثل أمريكي، ولد في 29 يونيو 1947 ببروكلين في الولايات المتحدة. بدأ مشواره المهني سنة 1977.

## أعمال

### أفلام
- (1995) مغادرة لاس فيغاس[7]
- (2014) هي مضحكة بتلك الطريقة[8][9]
- (2017) ساندي ويكسلر

### مسلسلات
- رجلان ونصف

## وصلات خارجية
- ريتشارد لويس على موقع IMDb (الإنجليزية)
- ريتشارد لويس على موقع الموسوعة البريطانية (الإنجليزية)
- ريتشارد لويس على موقع ألو سيني (الفرنسية)
- ريتشارد لويس على موقع ميوزك برينز (الإنجليزية)
- ريتشارد لويس على موقع أول موفي (الإنجليزية)
- ريتشارد لويس على موقع قاعدة بيانات الأفلام السويدية (السويدية)
- ريتشارد لويس على موقع إن إن دي بي (الإنجليزية)
- ريتشارد لويس على موقع قاعدة بيانات الفيلم (الإنجليزية)
- ريتشارد لويس على موقع كينوبويسك (الروسية)